# 三硫丙酮
三硫丙酮（2,2,4,4,6,6-六甲基-1,3,5-三噻烷），也称三聚硫代丙酮，是一种有机物，化学式为C
9H
18S
3，共价结构式为[–C(CH
3)
2–S–]
3。该化合物可以被看作是1,3,5-三硫雜環己烷的衍生物，即一个碳原子和硫原子交替出现的六元环，每个碳再连接两个甲基，由甲基取代所有的氢原子。
该化合物是硫代丙酮（丙烷-2-硫酮）的稳定的环状三聚物，而硫代丙酮本身是一个不稳定的化合物。相比之下，与之类似的化合物三丙酮（2,2,4,4,6,6-六甲基-1,3,5-三噁烷，氧原子代替硫原子）是不稳定的，而单体丙酮（2-丙酮）本身是稳定的。

## 制备
三硫丙酮最早由欧根·鲍曼（Eugen Baumann）和E·弗罗姆（E. Fromm）于1889年通过硫化氢与丙酮的反应而合成。在25℃、酸性、有ZnCl
2催化剂的条件下，得到的产物是60%－70%的三硫丙酮，30%－40%的2,2-丙二硫醇，以及少量的两种异构体杂质3,3,5,5,6,6-六甲基-1,2,4-三硫雜環己烷和4-巯基-2,2,4,6,6-五甲基-1,3-二硫雜環己烷。该产品也可以通过烯丙基异丙基硫醚（3-异丙硫基丙-1-烯）的热解来获得。

## 反应
三硫丙酮在500－650℃和5－20 mmHg下热解产生硫丙酮，可通过−78℃的冷阱收集。

## 用途
三硫丙酮存在于一些香料中。其FEMA编号为3475。

## 毒性
小鼠口服LD50为2.4 g/kg。